# Талпа (комуна)
Талпа (рум. Talpa) — комуна у повіті Телеорман в Румунії. До складу комуни входять такі села (дані про населення за 2002 рік):
- Лінія-Костій (230 осіб)
- Ротерешть (293 особи)
- Талпа-Бисковень (563 особи)
- Талпа-Огрезіле (1176 осіб) — адміністративний центр комуни
- Талпа-Поштей (115 осіб)

Комуна розташована на відстані 66 км на захід від Бухареста, 35 км на північ від Александрії, 117 км на схід від Крайови.

## Населення
За даними перепису населення 2002 року у комуні проживали 2377 осіб, усі — румуни. Усі жителі комуни рідною мовою назвали румунську.
Склад населення комуни за віросповіданням:
| Релігія     | Кількість осіб | Відсоток |
| ----------- | -------------- | -------- |
| православні | 2374           | 99,9%    |